# Kathleen Quigly
Kathleen Quigly, née le 6 mars 1888 à Dublin et morte à Marondera le 15 août 1981, est une vitrailliste, illustratrice et peintre irlandaise.
Elle travaille également le métal et dessine des bijoux.

## Biographie
Kathleen Quigly est née à Dublin le 6 mars 1888. Son père est Richard Quigly, ingénieur en génie civil. Dans sa jeunesse, elle voyage à l'étranger avec sa famille. Elle fréquente ensuite la Central School of Art and Crafts à Londres puis entre à la Dublin Metropolitan School of Art vers 1906. Elle y étudie auprès du premier maître vitrailliste de l'école, Alfred E. Child, se découvrant un talent pour le verre. Elle travaille ensuite occasionnellement avec An Túr Gloine sous la direction de Sarah Purser. Elle montre une coupe en cuivre à l'exposition de 1910 de l'Arts and Crafts Society of Ireland alors qu'elle est encore étudiante.
En 1911, elle contribue aux pages de l'album enluminé avec des panneaux et des bordures d'ornements celtiques, Address of welcome to Queen Mary from the women of Ireland. Elle expose deux œuvres à la Royal Hibernian Academy (RHA) en 1917 et vit au 5 Clareville Road, Dublin. La même année, elle montra une estampe, Girl with two lamps, avec la Arts and Crafts Society. En 1917, Quigly est membre de la Guild of Irish Artworkers et représente celle-ci au conseil de l'Arts and Crafts Society of Ireland en 1917.
Quigly commence à travailler pour Harry Clarke en janvier 1919 dans ses studios de North Frederick Street, avant de devenir employée en octobre 1921. Selon certains, elle est sa plus précieuse assistante. Elle travaille avec Clarke jusqu'en 1924, notamment sur une verrière sur saint Étienne pour une église de Gorey dans le comté de Wexford et une verrière Angel of peace and hope pour la Sainte église de la Trinité de Killiney, dans le comté de Dublin. Elle créé trois baies pour la maison de poupées de Titania's Palace. Son œuvre la plus notable avec Clarke est l’Eve of St Agnes, montrée à l'exposition Aonach Tailteann en août 1924, elle y remporte la médaille d'or. La baie est maintenant à la Hugh Lane Gallery.
À l'exposition des Arts et de l'Artisanat de 1925, Quigly expose une verrière sur de l’Annunciation, tout en les aidant à organiser l'exposition. La même année, elle montre trois œuvres avec la RHA et vit au 14 Westmoreland Street. Entre 1930 et 1934, elle expose sept travaux de plus avec la RHA. Elle continue à créer des commissions, y compris les fenêtres de la maison de Eu Tong Sen, un riche marchand de Singapour. En 1927, elle termine une baie de la chapelle du couvent du Sacré-Cœur à Newton, près de Boston dans le Massachusetts, et en 1929, elle créé trois des bordures décoratives du guide officiel de la Dublin civic week.
En 1932, elle présente un portrait et quatre vitraux à l'exposition d'art Oireachtas. Après celle-ci, Quigly émigre en Afrique du Sud, où elle vit le restant de sa vie. Au début, elle peint, exposant à la Transvaal art society et la South African Academy de Johannesbourg en 1935, 1936 et 1939. Elle commence à travailler avec A. L. Watson dans un atelier de verrier après s'être installée à Johannesbourg. À partir de là, elle a fait plus d'une centaine de verrières. Dans les années 1950, elle est la seule femme vitrailliste en Afrique du Sud. Elle prend sa retraite en Rhodésie et meurt à Marandellas le 15 août 1981.
Elle est souvent présentée comme Kathleen Quigley, mais elle a toujours signé Quigly. Certaines de ses gravures sont incluses dans l'exposition de 2014 de la Galerie Ava intitulée Irish Women Artists 1870–1970.